# 전남대학교 창의융합학부
전남대학교 창의융합학부는 전라남도 여수시에 위치한 전남대학교 여수캠퍼스에서 2023년에 만들어졌다. 인문사회과학관 4층 404호에 위치하고 있으며 새롭게 리모델링 하여 깨끗한 환경이 조성되어 있다.

## 창의융합학부 소개
창의융합학부는 4차 산업혁명에 의한 사회 변화와 산업 구조의 전환에 따른 복합적 지식과 지능을 갖춘 융합형 인재, 전공 · 학제라는 틀에서 벗어나 인문, 이공학적 소양을 겸비할 수 있는 유연한 전공 설계 및 이수로 자기주도적 학습역량을 겸비한 인재, 지역사회 문제해결 및 미래 경쟁력 강화를 위한 인재 양성을 목표로 하고 있다.
창의융합학부 학생은 1학년 수료 후 학생의 희망에 따라 학부(학과)를 선택하여 배정받는다. 해당학부(과)별 입학정원의 20% 이내로 배정함을 원칙으로 하되(학과에 5명 이내), 해당 학부(과)별 교육여건을 감안하여 대학에서 정한 기준에 따라 배정한다. 단, 간호대학, 사범대학, 예술대학의 각 학과와 의예과, 수의예과는 제외된다.
여수캠퍼스 학생들에게는 부러움의 대상이고, 광주캠퍼스 일부 학생들은 반감을 가지고 있는것으로 보인다. 50%이동인 만큼 신중한 선택이 필요하다.

### 교육목표
- 다양한 학문 영역 간 소통 능력을 갖춘 통섭형 인재 양성
- 창의적 문제해결 능력, 비판적 사고 능력, 합리적 의사소통 능력을 갖춘 전인적 인재 양성
- 인류 공동체에 기여할 수 있는 글로벌 리더 양성

### 교과과정

#### 졸업소요학점 구성표
| 구분         | 교양      | 교양      | 교양 | 전공           | 전공           | 전공           | 전공           | 전공 | 일반 선택 | 졸업 소요 학점 |
| ------------ | --------- | --------- | ---- | -------------- | -------------- | -------------- | -------------- | ---- | --------- | -------------- |
| 구분         | 교양 필수 | 교양 선택 | 소계 | 전공 기본 과정 | 전공 기본 과정 | 전공 기본 과정 | 전공 심화 과정 | 소계 | 일반 선택 | 졸업 소요 학점 |
| 구분         | 교양 필수 | 교양 선택 | 소계 | 전공 필수      | 전공 선택      | 소계           | 전공 심화 과정 | 소계 | 일반 선택 | 졸업 소요 학점 |
| 현행개편(안) | 9         | 12        | 21   | 0              | 9              | 9              | 0              | 9    | 100       | 130            |

#### 과정별 교과목 및 개강과목표
| 교과구분 | 교과목명               | 학점 | 학년 | 학기 |
| -------- | ---------------------- | ---- | ---- | ---- |
| 교필     | 생활영어1              | 3    | 0    | 0    |
| 교필     | 성찰과소통을위한글쓰기 | 3    | 0    | 0    |
| 교필     | 지능정보기술과미래사회 | 3    | 0    | 0    |
| 전선     | 디지털시대의인문학     | 3    | 1    | 1    |
| 전선     | 해양수산의미래         | 3    | 1    | 2    |
| 전선     | 첨단공학기술의미래     | 3    | 1    | 2    |

### 학부장점
- 세부 융합전공 및 자기맞춤형 전공 설계과정으로 운영
- 학제간 융복합을 핵심으로 다양한 전공(교양 및 비교과 포함)이수
- 2개 학기(1학년) 수료 후 희망에 따라 대학 및 주전공 선택
- 각종 장학금 혜택 풍부

### 취업 및 진로
- 학문 후속 세대로 성장(국내ㆍ외 대학원 진학)
- 전문직으로 진출(법학ㆍ경영전문대학원 진학)
- 공무원, 공기업으로 진출
- 언론, 출판, 문화 관련 기관으로 진출
- 각종 기업체에 취업
- 해양 수산 관련 분야

### 학과 사무실 전화번호 및 홈페이지
- 주소 : (59626) 전라남도 여수시 대학로 50(둔덕동) 전남대학교 창의융합학부(인문사회과학관 404호)
- 전화번호 : 061-659-6665
- 홈페이지 : https://fcc.jnu.ac.kr

### 창의융합학부 입학정보
- 수시-학생부교과(일반전형) -> 2023 경쟁률 9.4 : 1

- 2024 모집인원 10명
- 수시- 학생부교과(지역인재전형) -> 2023 경쟁률 8.9 : 1

- 2024 모집인원 10명
- 수시 - 학생부종합(고교생활우수자전형 유형II) -> 2023 경쟁률 5.53 : 1

- 2024 모집인원 15명
- 정시 - 수능(일반전형) 경쟁률 x

- 2024 모집인원 0명

## 창의융합학부 활동
- 진로워크숍 http://www.ihopenews.com/news/articleView.html?idxno=226786

## 창의융합학부 비교과 프로그램
| 항목                                                                 | 진행기간          | 참여확인/증빙자료                                                       | 점수 |
| 나의 진로에세이 작성 (입학 전~ 3월에 대한 대학생활 설계)             | 2023.2~3          | 상담 및 진로지도 활용                                                   | 권장 |
| 지도교수와 진로 상담                                                 | 2023.3~12         | 학기당 2회 이상 책임지도교수, 학부 조교 등 (자기계발활동기록부 점수)    | 있음 |
| 대학생활 및 진로설계를 위한 전문가 초청 특강 실시                    | 2023.4~11         | 분야별 전문가 초청 특강 학기별 3회                                      | 있음 |
| 학교행사 각종 프로그램 참여 (진로, 취업, 현장실습, 박람회)           | 2023.4~11         | 분야별 전문가 초청 특강 학기별 3회                                      | 있음 |
| 책 읽고 독후감 제출                                                  | 2023.4~11         | 학부에서 제시한 책 읽고 독후감 제출 (3권 이상)                          | 있음 |
| 단과대학 전공소개 참가 및 학과 탐방 후 보고서 제출                   | 2023.5~11         | 단과대학별 학과 소개 방학 중 학과 탐방 (광주, 여수캠퍼스)               | 있음 |
| 전공 탐색을 위한 진로 워크샵 (작가와 대화, 졸업선배 특강 등)         | 2023.4            | 관심 분야 및 자신을 소개하고 동기들과 소통기회 마련                     | 권장 |
| 한국현대사 역사기행 참가 (여수-제주도, 남도 역사)                    | 2023.6            | 한국현대사 및 지역사회 이해 (여름방학 중 진행)                          | 권장 |
| 영어 능력 향상 프로그램 참가                                         | 2023.3~12         | 글로벌교육원 프로그램 수업 (수강료 일부 지원 예정)                      | 권장 |
| 외국어(영어)성적 제출                                                | 2023.4~12         | 대학에 입학 후 응시 인정 (성적표 제출시 응시료 지원)                    | 있음 |
| 자격증 제출(컴퓨터 등) *운전면허증 제외                              | 2023.4~12         | 대학에 입학 후 응시 인정 (자기계발활동기록부 점수)                      | 있음 |
| 전공 설계하는 자기소개서 작성 *2학년 진입시에 전공학과 사무실에 제출 | 2023.9~12         | 자신의 진로에 맞게 또는 자신 관심분야 (진로 관련 특강에서 실시)         | 권장 |
| 대학생활 포트폴리오 작성 *2학년 진입시에 전공학과 사무실에 제출      | 2023.6~12         | 1년 동안 개인의 활동을 담은 포트폴리오 작성 제출 (2학기 초 특강 실시함) | 권장 |
| 1년동안 활동 모음                                                    | 1년동안 활동 모음 | 학생 개인의 관리카드를 만들어 학부 사무실 배치 및 학생지도에 활용       |      |